# Sekundarschule am Biegerpark
Die Sekundarschule am Biegerpark (SAB) in Duisburg-Süd ist eine der ersten Duisburger Sekundarschulen. Sie wurde am 21. August 2014 eröffnet. Der erste Jahrgang hatte ca. 100 Schüler und Schülerinnen in vier Klassen. Sie war eine von zwei Schulen dieses neuen Typs in Duisburg. Mittlerweile ist die Schule sechszügig mit ca. 25 bis 27 Schülern pro Klasse. Es handelt sich um eine gebundene Ganztagsschule.

## Wahlpflichtfächer
Ab Klasse 7 haben die Schülerinnen und Schüler ein weiteres Hauptfach zu wählen. An der Sekundarschule am Biegerpark sind dies die Wahlpflichtfächer Französisch, Informatik, Naturwissenschaften, Arbeitslehre, Darstellen und Gestalten, Spanisch und Sozialwissenschaften.

## Mögliche Abschlüsse
- Sekundarabschluss (Hauptschulabschluss nach Klasse 10)
- Fachoberschulreife
- Fachoberschulreife mit Quali (Berechtigung zum Besuch der gymnasialen Oberstufe)
- Fachhochschulreife und Abitur (in Kooperation mit dem Bertolt-Brecht-Berufskolleg und der Gesamtschule Süd Duisburg)[5]

## Auszeichnungen und Zertifizierungen (Auswahl)
- 2021: „MINT-Schule NRW“[6]
- 2021: „DIGI YOU NRW“, NRW.Bank
- 2022: „Smart School“, Bitkom e.V.[7]
- 2024: „Leuchtturmschule für Künstliche Intelligenz“ (KI), Bitkom e.V.[8]